# أوسكار فون غيبهارت
أوسكار فون غيبهارت (بالألمانية: Oscar von Gebhardt)‏ هو عالم عقيدة وأمين مكتبة ألماني، ولد في 22 يونيو 1844 في راكفير في إستونيا، وتوفي في 9 مايو 1906 في لايبزيغ في ألمانيا.